# Anna Dąbrowska (biotechnolog)
Anna Dąbrowska – polska biotechnolog, dr hab. nauk rolniczych, zatrudniona jako profesor uczelni w Katedrze Rozwoju Funkcjonalnych Produktów Żywnościowych Wydziału Biotechnologii i Nauk o Żywności Uniwersytetu Przyrodniczego we Wrocławiu.

## Życiorys
W 1998 ukończyła studia biotechnologiczne na Uniwersytecie Wrocławskim, 28 stycznia 2004 obroniła pracę doktorską Analiza elementów wpływających na regulację ekspresji α1,3/4 fukozylotransferazy (Fuc-T III), 12 marca 2019 habilitowała się na podstawie pracy zatytułowanej Właściwości biologiczne hydrolizatów białek mleka otrzymywanych z zastosowaniem niekomercyjnych proteaz. Została zatrudniona w Katedrze Technologii Surowców Zwierzęcych i Zarządzania Jakością (obecnie Katedra Rozwoju Funkcjonalnych Produktów Żywnościowych) na Wydziale Biotechnologii i Nauk o Żywności Uniwersytetu Przyrodniczego we Wrocławiu, początkowo jako adiunkt, następnie jako profesor uczelni.